# Eric Granado
Eric Granado Santos (San Paolo, 10 giugno 1996) è un pilota motociclistico brasiliano, campione europeo Moto2 nel 2017.

## Carriera

### Gli inizi
La sua carriera si svolge nei primi anni in Spagna, dapprima nei campionati regionali ed in seguito nel CEV dove ottiene il quinto posto in classe 125 nel 2011. Nel 2012 esordisce nel motomondiale in Moto2 in sella alla Motobi del team JiR Moto2.
Nel 2013 passa alla Moto3 correndo con una Kalex KTM del team Mapfre Aspar, riuscendo a conquistare i primi punti iridati con un 9º posto al GP d'Italia e concludendo la stagione al 25º posto con 7 punti. Nel 2014 passa al Calvo Team che gli affida una KTM RC 250 GP; I compagni di squadra sono Isaac Viñales e Jakub Kornfeil. Totalizza 2 punti con il quattordicesimo posto in Germania e termina la stagione al 31º posto. Nel 2015 torna a gareggiare nel campionato spagnolo giungendo al sesto posto finale,  l'anno seguente gareggia in Brasile, nel campionato nazionale della categoria Superbike, e nuovamente nel CEV Moto2 che chiude al quarto posto.

### Il titolo nel CEV Europeo
Nel 2017 corre nella classe Moto2 del motomondiale il Gran Premio della Comunità Valenciana come wild card a bordo di una Kalex, senza ottenere punti. Nello stesso anno vince il campionato spagnolo della classe Moto2, vincendo questo campionato ottiene anche il titolo di campione europeo. Nel 2018 corre in Moto2 sulla Suter del team Forward Racing, con compagno di squadra Stefano Manzi e contemporaneamente anche nel campionato brasiliano Superbike. Lascia il motomondiale dopo il Gran Premio della Repubblica Ceca, venendo sostituito da Isaac Viñales, per dedicarsi solo al campionato brasiliano Superbike.

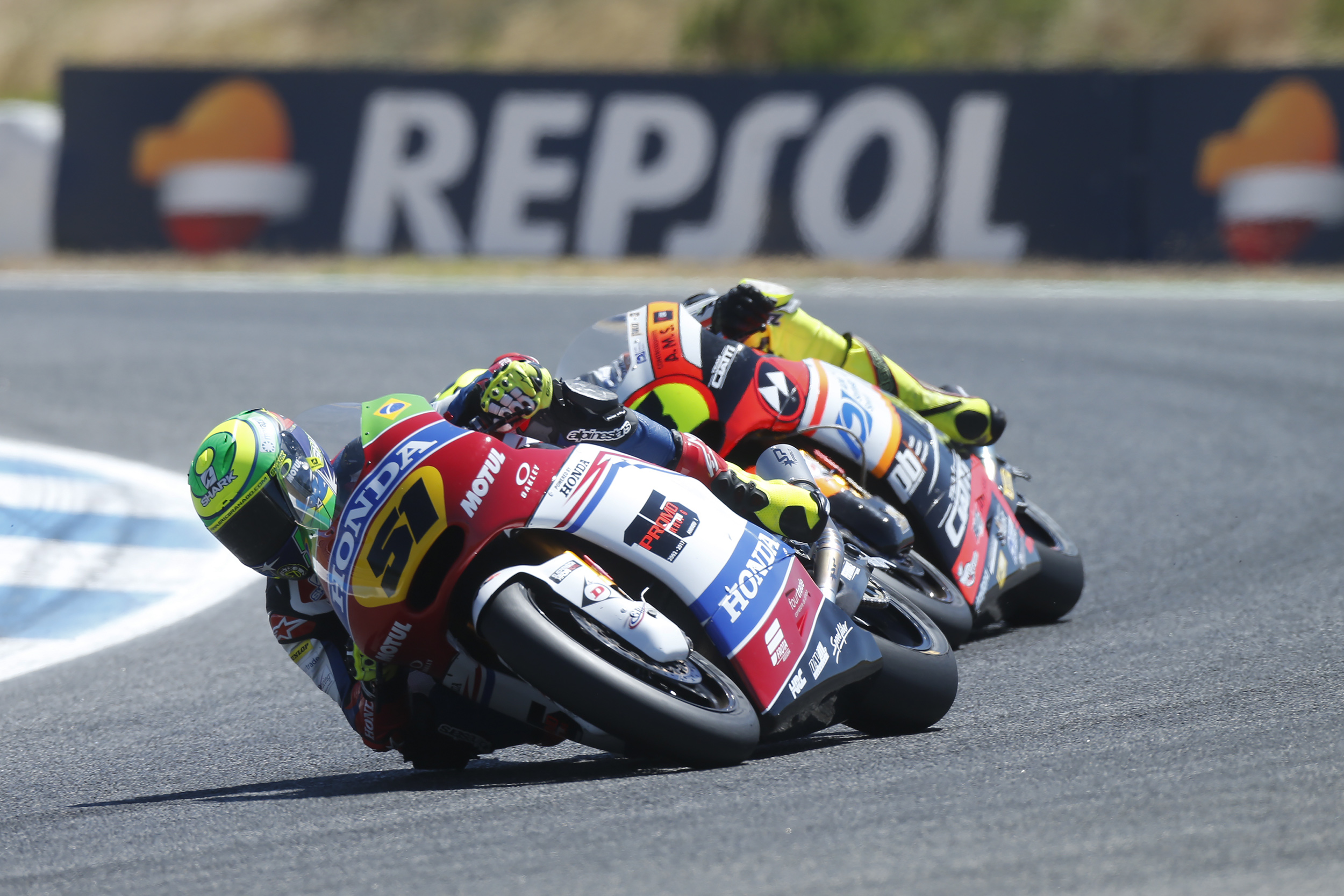
Granado in una fase di gara del CEV 2017.

Nel 2019 corre in MotoE con il team Avintia Racing; il compagno di squadra è Xavier Siméon. Conquista due vittorie in occasione dell'evento conclusivo a Valencia dopo aver ottenuto la pole position. Chiude la stagione al terzo posto in classifica con 71 punti ottenuti.

### MotoE  e Superbike
Nel 2020 rimane nello stesso team, con compagno di squadra è Xavier Cardelús. Ottiene pole position e vittoria in Spagna. Chiude la stagione al 7º posto con 53 punti. Partecipa inoltre, in qualità di wild card, all'ultima gara stagionale del mondiale Superbike. In sella ad una Honda CBR1000RR-R del team MIE Racing, conquista un punto. Nel 2021 corre col team One Energy Racing la sua terza stagione consecutiva in MotoE. Vince due Gran Premi e chiude al quarto posto in classifica con 84 punti. Nel 2022 rimane in MotoE passando al Team LCR. Il compagno di squadra è Miquel Pons. Rimane l'unico pilota a contendere il titolo a Dominique Aegerter fino all'ultimo evento a Misano ma una caduta in gara uno pone fine alle speranze di titolo del brasiliano che comunque, col terzo posto in gara2 conferma la seconda posizione in campionato, la migliore fin qui in carriera. Nel 2023 gareggia nuovamente in MotoE con il team LCR ed è pilota titolare nel mondiale Superbike con la stessa squadra con cui esordì in questa categoria nel 2020. Con le motociclette elettriche ottiene una vittoria al Mugello e chiude il campionato al settimo posto. In Superbike chiude il campionato senza ottenere punti. Nel 2024 inizia il terzo anno con LCR in MotoE, il compagno di squadra è il campione uscente Mattia Casadei. Dopo aver ottenuto due pole position e quattro piazzamenti a podio si classifica al decimo posto.

## Risultati in gara

### Motomondiale

#### Moto3
| 2013 | Classe | Moto      |    |    |    |    |   |    |    |     |    |     |    |    |     |    |    |    |    |    | Punti | Pos. |
| ---- | ------ | --------- | -- | -- | -- | -- | - | -- | -- | --- | -- | --- | -- | -- | --- | -- | -- | -- | -- | -- | ----- | ---- |
| 2013 | Moto3  | Kalex KTM | 26 | 23 | 19 | 24 | 9 | 26 | 28 | Rit | NE | Rit | 22 | 29 | Rit | 16 | 24 | 21 | 19 | 17 | 7     | 25º  |

| 2014 | Classe | Moto |     |    |    |     |    |    |    |    |    |    |    |    |    |    |    |    |  |  | Punti | Pos. |
| ---- | ------ | ---- | --- | -- | -- | --- | -- | -- | -- | -- | -- | -- | -- | -- | -- | -- | -- | -- |  |  | ----- | ---- |
| 2014 | Moto3  | KTM  | Rit | 18 | 19 | Rit | NP | 23 | 23 | 19 | 14 | 22 | 27 | 26 | 21 | 17 | 16 | NP |  |  | 2     | 31º  |

| Legenda | 1º posto        | 2º posto            | 3º posto            | A punti      | Senza punti        | Grassetto – Pole position Corsivo – Giro più veloce |
| Legenda | Gara non valida | Non qual./Non part. | Ritirato/Non class. | Squalificato | '-' Dato non disp. | Grassetto – Pole position Corsivo – Giro più veloce |

#### Moto2
| 2012 | Classe | Moto   |  |  |  |  |  |    |    |    |    |    |    |    |  |    |    |     |    |    |  | Punti | Pos. |
| ---- | ------ | ------ |  |  |  |  |  | -- | -- | -- | -- | -- | -- | -- |  | -- | -- | --- | -- | -- |  | ----- | ---- |
| 2012 | Moto2  | Motobi |  |  |  |  |  | 31 | 23 | 26 | 21 | NE | 25 | 25 |  | 25 | 27 | Rit | 25 | 29 |  | 0     |      |

| 2017 | Classe | Moto  |  |  |  |  |  |  |  |  |  |  |  |  |  |  |  |  |  |    |  | Punti | Pos. |
| ---- | ------ | ----- |  |  |  |  |  |  |  |  |  |  |  |  |  |  |  |  |  | -- |  | ----- | ---- |
| 2017 | Moto2  | Kalex |  |  |  |  |  |  |  |  |  |  |  |  |  |  |  |  |  | 17 |  | 0     |      |

| 2018 | Classe | Moto  |    |    |    |     |     |    |    |    |    |    |  |  |  |  |  |  |  |  |  | Punti | Pos. |
| ---- | ------ | ----- | -- | -- | -- | --- | --- | -- | -- | -- | -- | -- |  |  |  |  |  |  |  |  |  | ----- | ---- |
| 2018 | Moto2  | Suter | 30 | 29 | 22 | Rit | Rit | 19 | 25 | 24 | 21 | 23 |  |  |  |  |  |  |  |  |  | 0     |      |

| Legenda | 1º posto        | 2º posto            | 3º posto            | A punti      | Senza punti        | Grassetto – Pole position Corsivo – Giro più veloce |
| Legenda | Gara non valida | Non qual./Non part. | Ritirato/Non class. | Squalificato | '-' Dato non disp. | Grassetto – Pole position Corsivo – Giro più veloce |

#### MotoE
| 2019 | Classe | Moto     |   |    |    |   |   |   |  |  |  |  | Punti | Pos. |
| ---- | ------ | -------- | - | -- | -- | - | - | - |  |  |  |  | ----- | ---- |
| 2019 | MotoE  | Energica | 8 | 17 | 13 | 6 | 1 | 1 |  |  |  |  | 71    | 3º   |

| 2020 | Classe | Moto     |   |    |    |     |   |   |     |  |  |  | Punti | Pos. |
| ---- | ------ | -------- | - | -- | -- | --- | - | - | --- |  |  |  | ----- | ---- |
| 2020 | MotoE  | Energica | 1 | 13 | 10 | Rit | 7 | 6 | Rit |  |  |  | 53    | 7º   |

| 2021 | Classe | Moto     |    |   |     |   |   |     |   |  |  | Punti | Pos. |
| ---- | ------ | -------- | -- | - | --- | - | - | --- | - |  |  | ----- | ---- |
| 2021 | MotoE  | Energica | 13 | 1 | Rit | 1 | 2 | Rit | 5 |  |  | 84    | 4º   |

| 2022 | Classe | Moto     |   |   |   |   |   |   |   |   |   |   |    |   |  |  | Punti | Pos. |
| ---- | ------ | -------- | - | - | - | - | - | - | - | - | - | - | -- | - |  |  | ----- | ---- |
| 2022 | MotoE  | Energica | 1 | 1 | 7 | 5 | 3 | 8 | 2 | 1 | 1 | 1 | 17 | 3 |  |  | 192,5 | 2º   |

| 2023 | Classe | Moto   |  |  |   |   |     |   |   |   |   |   |   |    |    |    |    |    | Punti | Pos. |
| ---- | ------ | ------ |  |  | - | - | --- | - | - | - | - | - | - | -- | -- | -- | -- | -- | ----- | ---- |
| 2023 | MotoE  | Ducati |  |  | 6 | 1 | Rit | 4 | 6 | 4 | 3 | 2 | 2 | 18 | 12 | 10 | 14 | 17 | 139   | 7º   |

| 2024 | Classe | Moto   |     |   |   |     |   |     |   |   |     |    |     |    |     |    |   |   | Punti | Pos. |
| ---- | ------ | ------ | --- | - | - | --- | - | --- | - | - | --- | -- | --- | -- | --- | -- | - | - | ----- | ---- |
| 2024 | MotoE  | Ducati | Rit | 4 | 6 | Rit | 2 | Rit | 5 | 3 | Rit | 12 | Rit | NP | Rit | 10 | 3 | 3 | 112   | 10º  |

| 2025 | Classe | Moto   |    |    |   |   |   |     |  |  |  |  |  |  |  |  |  | Punti | Pos. |
| ---- | ------ | ------ | -- | -- | - | - | - | --- |  |  |  |  |  |  |  |  |  | ----- | ---- |
| 2025 | MotoE  | Ducati | NP | NP | 7 | 7 | 3 | Rit |  |  |  |  |  |  |  |  |  | 34    |      |

| Legenda | 1º posto        | 2º posto            | 3º posto            | A punti      | Senza punti        | Grassetto – Pole position Corsivo – Giro più veloce |
| Legenda | Gara non valida | Non qual./Non part. | Ritirato/Non class. | Squalificato | '-' Dato non disp. | Grassetto – Pole position Corsivo – Giro più veloce |

### Campionato mondiale Superbike
| 2020 | Moto  |  |  |  |  |  |  |  |  |  |  |  |  |  |  |  |  |  |  |  |  |  |    |    |    |  |  |  |  |  |  |  |  |  |  |  |  |  |  |  |  |  |  | Punti | Pos. |
| ---- | ----- |  |  |  |  |  |  |  |  |  |  |  |  |  |  |  |  |  |  |  |  |  | -- | -- | -- |  |  |  |  |  |  |  |  |  |  |  |  |  |  |  |  |  |  | ----- | ---- |
| 2020 | Honda |  |  |  |  |  |  |  |  |  |  |  |  |  |  |  |  |  |  |  |  |  | 15 | 18 | 16 |  |  |  |  |  |  |  |  |  |  |  |  |  |  |  |  |  |  | 1     | 28º  |

| 2023 | Moto  |    |    |    |    |    |    |    |    |    |     |    |    |     |     |     |    |    |    |     |    |    |     |    |     |        |        |        |     |     |    |    |    |    |  |  |  |  |  |  |  |  |  | Punti | Pos. |
| ---- | ----- | -- | -- | -- | -- | -- | -- | -- | -- | -- | --- | -- | -- | --- | --- | --- | -- | -- | -- | --- | -- | -- | --- | -- | --- | ------ | ------ | ------ | --- | --- | -- | -- | -- | -- |  |  |  |  |  |  |  |  |  | ----- | ---- |
| 2023 | Honda | 16 | 18 | 19 | NP | 19 | NP | 21 | 21 | 17 | Rit | NP | NP | Inf | Inf | Inf | 19 | 24 | 18 | Rit | 21 | 19 | Rit | 17 | Rit | [ 12 ] | [ 12 ] | [ 12 ] | Rit | Rit | 19 | 21 | NP | NP |  |  |  |  |  |  |  |  |  | 0     |      |

| Legenda | 1º posto        | 2º posto            | 3º posto           | A punti      | Senza punti        | Grassetto – Pole position Corsivo – Giro più veloce |
| Legenda | Gara non valida | Non qual./Non part. | Ritirato/Non class | Squalificato | '-' Dato non disp. | Grassetto – Pole position Corsivo – Giro più veloce |